# Онуфрије
Свети Онуфрије (грчки: Ονούφριος, од египатског: Wnn-nfr - „онај који је непрестано добар") је био аскета из 4. века, који је живео у пустињи Горњег Египта. Сматра се једним од пустињских отаца.
Онуфрије је првобитно био монах у манастиру покрај Тебе, да би затим отишао у пустињу где је проживео сам остатак свог живота (према предању, преко педесет година). Све власи су му биле „беле као снег“, коса и брада су му досезале до земље, а тело му је било обрасло длаком јер је дуго живео без одеће. Носио је једино појас од лишћа.
О његовом животу знамо на основу писања монаха Пафнутија, који га је једном приликом посетио у пустињи. Он каже да је цео Онуфрије изгледао блештећи, узвишен и страшан. Видећи Пафнутија, Онуфрије га је ословио именом, и испричао му свој живот у пустињи. Рекао је да га је ту довео његов анђео чувар, и да се годинама хранио ретким пустињским растињем, док анђео није почео да му доноси хлеба да утоли глад. Након тога је, промишљу Божјом, израсла крај његове ћелије и једна палма, која је доносила добар плод урме, а ту је и настао извор воде. Ипак, говорио је Онуфрије: "Највише се храним и појим слатким речима Божјим". На питање Пафнутијево, како се причешћује, одговорио је пустињак, да му анђео Божји сваке суботе доноси причешће и причешћује га. 
Другог дана стари испосник је рекао Пафнутију, да је то дан његовог одласка из овога света, преклонио је колена, помолио се Богу и преминуо. У том је Пафнутије видео светлост како је осветлила тело упокојеног свеца и чуо песму анђела. Сахранивши Онуфријево тело, Пафнутије се вратио у свој манастир и разгласио свима о овом подвижнику. Онуфрије је преминуо 400. године.
Српска православна црква слави га 12. јуна по црквеном, а 25. јуна по грегоријанском календару. Католичка црква га слави 12. јуна. У склопу епархије Нишке постоји и манастир посвећен Светом Онуфрију у пиротском селу Базовик, у непосредној близини Бигарског водопада.